# Csaba Madar
Pour les articles homonymes, voir Madar (homonymie).
Csaba Madar est un footballeur hongrois, né le 8 octobre 1974 à Püspökladány. Il évolue au poste de milieu de terrain du début des années 1990 à la fin des années 2000.
Il fait l'essentiel de sa carrière au Debrecen VSC, club de ses débuts professionnels, il joue également notamment au MTK Hungaria FC et au Nyiregyhaza Spartacus.
Il compte trois sélections en équipe nationale.

## Palmarès
- Trois sélections en équipe de Hongrie[1].